# Difunta Correa

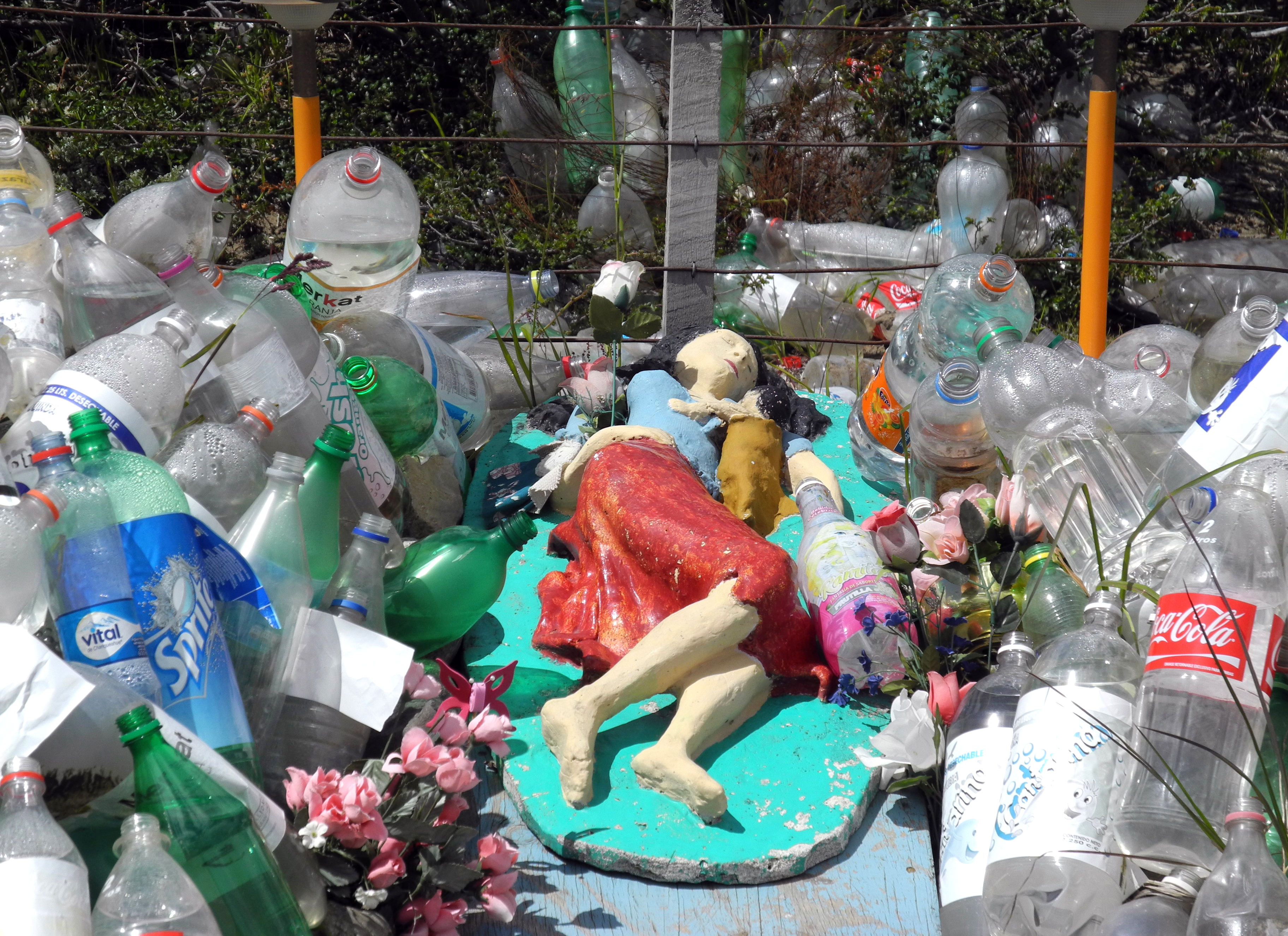
Kapliczka w Puerto Natales z pozostawionymi butelkami

Difunta Correa (zm. około 1841) – argentyńska ludowa święta, której kult nie jest zatwierdzony przez żaden z kościołów chrześcijańskich.

## Życiorys
Według legendy jej mąż został wzięty do niewoli w 1841, podczas serii wewnętrznych konfliktów między argentyńskimi wojskami federalistów i unitarianistów. Wyruszyła wówczas z bronią i małym synem na poszukiwania małżonka. Podczas wyczerpującego marszu przez pustynie prowincji San Juan zabrakło jej wody. Upadła ze zmęczenia i pragnienia, prosząc Boga, by ocalił jej syna. Gdy zmarła dziecko odżywiało się z mlekiem z nadal funkcjonujących piersi, co później uznawano za cud. Po trzech dniach zwłoki i żyjącego syna odnaleźli poganiacze mułów. Pochowali matkę, a dziecko zabrali. Około dwadzieścia lat później inni poganiacze zagubili w tym rejonie swoje zwierzęta. Przy grobie Correi błagali o pomoc i cudownie odnaleźli stada, co zapoczątkowało ludowy kult.

## Kult
Obecnie przy drogach północno-środkowej Argentyny istnieje duża liczba kapliczek świętej. Stała się opiekunką hodowców bydła, a później także kierowców ciężarówek i wszystkich innych podróżnych. Pisarz Frank Graziano, który przestudiował to nabożeństwo, sugeruje, że chociaż Difuntę Correę otacza aura cudu, jest ona przede wszystkim atrakcyjna jako wzór do naśladowania, osoba, która pomagała ludziom zmagać się z trudną sytuacją, a nie jako osoba która w cudowny sposób i bez wysiłku rozwiązuje problemy.
Przedstawia jest najczęściej jako osoba leżąca na brzuchu z niemowlęciem ssącym pierś. W jej przydrożnych kapliczkach-grobach ludzie często pozostawiają puste butelki po wodzie, co jest formą upamiętnienia okoliczności jej śmierci. Ma także centralną świątynię niedaleko miejsca zgonu. Założenie to obejmuje kilka kaplic, muzeum, punkty handlowe, hotel, restauracje, kościół katolicki pod wezwaniem Matki Bożej z Góry Karmel, budynki administracyjne, komisariat policji, ośrodek zdrowia oraz pocztę. Sanktuarium rozwinęło się od 1963 z inicjatywy lokalnego proboszcza. Od 2005 miejsce to odwiedza ponad pół miliona osób rocznie. Jest m.in. miejscem modlitw o wodę. Jednym ze zwyczajów jest, po wypiciu wody, polać jej resztką ogród wokół pomnika Namuncury.